# Vuelta a España 1964
La Vuelta a España 1964, diciannovesima edizione della corsa ciclistica spagnola, vide il trionfo di Raymond Poulidor, eterno secondo del tour, che sulle strade di Spagna conquistò finalmente il suo primo e unico successo in carriera in un GT. Il francese, grazie al successo nella 15ª e terz'ultima tappa, una cronometro di 65 km, conquistò la maglia amarillo, che portò sino al termine. Poulidor precedette nella classifica finale gli spagnoli Luis Otano, secondo a 33", e José Pérez Frances, terzo a 1'26". Particolare curioso è che nella Top 10 alle spalle del francese si piazzarono ben quattro corridori della squadra Ferrys (2° Otano, 3° Perez Frances, 6° Fernando Manzaneque, 10° Antonio Bertán Panades) e addirittura cinque della Kas-Kaskol (4° Eusebio Velez, 5° Julio Jimenez, 7° Valentin Uriona, 8° José Antonio Momene, 9° Francisco Gabica).

## Tappe
| Tappa | Data      | Percorso                 | Distanza | Tipo    | Tipo              | Vincitore                |
| ----- | --------- | ------------------------ | -------- | ------- | ----------------- | ------------------------ |
| 1a    | 30 Aprile | Benidorm – Benidorm      | 42 km    |         |                   | Edward Sels (BEL)        |
| 1b    | 30 Aprile | Benidorm – Benidorm      | 11 km    |         | Tempo individuale | Eusebio Vélez (ESP)      |
| 2     | 1º Maggio | Benidorm – Nules         | 199 km   |         |                   | Rik Van Looy (BEL)       |
| 3     | 2 Maggio  | Nules – Salou            | 212 km   |         |                   | Frans Melckenbeeck (BEL) |
| 4a    | 3 Maggio  | Salou – Barcellona       | 115 km   |         |                   | Armand Desmet (BEL)      |
| 4b    | 3 Maggio  | Barcellona – Barcelona   | 49 km    |         |                   | Antonio Barrutia (ESP)   |
| 5     | 4 Maggio  | Barcellona – Puigcerdà   | 174 km   |         |                   | Julio Jiménez (ESP)      |
| 6     | 5 Maggio  | Puigcerdà – Lleida       | 187 km   |         |                   | Frans Melckenbeeck (BEL) |
| 7     | 6 Maggio  | Lleida – Jaca            | 201 km   |         |                   | Julio Sanz (ESP)         |
| 8     | 7 Maggio  | Jaca – Pamplona          | 205 km   |         |                   | Michel Stolker (NED)     |
| 9     | 8 Maggio  | Pamplona – San Sebastián | 205 km   |         |                   | Luis Otaño (ESP)         |
| 10    | 9 Maggio  | San Sebastián – Bilbao   | 197 km   |         |                   | Henri De Wolf (BEL)      |
| 11    | 10 Maggio | Bilbao – Vitoria         | 107 km   |         |                   | Victor Van Schil (BEL)   |
| 12    | 11 Maggio | Vitoria – Santander      | 211 km   |         |                   | Barry Hoban (GBR)        |
| 13    | 12 Maggio | Santander – Avilés       | 230 km   |         |                   | Barry Hoban (GBR)        |
| 14    | 13 Maggio | Avilés – León            | 163 km   |         |                   | Julio Jiménez (ESP)      |
| 15    | 14 Maggio | Becilla – Valladolid     | 65 km    |         | Tempo individuale | Raymond Poulidor (FRA)   |
| 16    | 15 Maggio | Valladolid – Madrid      | 209 km   |         |                   | Antonio Barrutia (ESP)   |
| 17    | 16 Maggio | Madrid – Madrid          | 87 km    |         |                   | Frans Melckenbeeck (BEL) |
|       | Totale    | Totale                   | 2860 km  | 2860 km | 2860 km           | 2860 km                  |

## Classifiche finali
| Posizione | Corridore               | Squadra               | Tempo       |
| --------- | ----------------------- | --------------------- | ----------- |
| 1         | Raymond Poulidor        | Mercier-BP-Hutchinson | 78h 23' 35" |
| 2         | Luis Otano              | Ferrys                | + 33"       |
| 3         | José Perez Frances      | Ferrys                | + 1' 26"    |
| 4         | Eusebio Velez           | Kas-Kaskol            | + 2' 04"    |
| 5         | Julio Jiménez           | Kas-Kaskol            | + 3' 16"    |
| 6         | Fernando Manzaneque     | Ferrys                | + 4' 19"    |
| 7         | Valentin Uriona         | Kas-Kaskol            | + 6' 06"    |
| 8         | José Antonio Momene     | Kas-Kaskol            | + 9' 31"    |
| 9         | Francisco Gabica        | Kas-Kaskol            | + 9' 32"    |
| 10        | Antonio Bertrán Panadés | Ferrys                | + 11' 14"   |
| 11        | Sebastian Elorza        | Kas-Kaskol            |             |
| 12        | Victor Van Schil        | Mercier-BP-Hutchinson |             |
| 13        | Robert Cazala           | Mercier-BP-Hutchinson |             |
| 14        | Henri De Wolf           | Solo Superia          |             |
| 15        | Antonio Karmany Mestres | Ferrys                |             |
| 16        | Arthur De Cabooter      | Solo Superia          |             |
| 17        | Wim Van Est             | Locomotief            |             |
| 18        | Carlos Echeverria       | Kas-Kaskol            |             |
| 19        | Andre Le Dissez         | Mercier-BP-Hutchinson |             |
| 20        | Jean-Pierre Genet       | Mercier-BP-Hutchinson |             |
| 21        | Ventura Diaz            | Inuri                 |             |
| 22        | Louis Proost            | Solo Superia          |             |
| 23        | Francisco Valada        |                       |             |
| 24        | Michel Van Aerde        | Solo Superia          |             |